# Preußisch Oldendorf
Preußisch Oldendorf är en stad i Kreis Minden-Lübbecke i det tyska förbundslandet Nordrhein-Westfalen. Preußisch Oldendorf har cirka 12 000 invånare.

## Stadsdelar
Preußisch Oldendorf har tio stadsdelar.
| - Bad Holzhausen - Börninghausen - Engershausen - Getmold - Harlinghausen | - Hedem - Lashorst - Offelten - Preußisch Oldendorf - Schröttinghausen |